# Let Me Entertain You (Robbie Williams-dal)
A Let Me Entertain You című dal Robbie Williams és Guy Chambers szerzeménye, amely kislemezként 1998. március 16-án jelent meg az énekes  Life Thru A Lens című debütáló nagylemezéről. Csak a címe azonos a Queen együttes és a Shakespeare Sister dalával. 1998 márciusában a dal bekerült a legjobb 3 dal közé az Egyesült Királyságban és valószínűleg ez Williams legnépszerűbb száma. Az akkordjai és főleg a zongora riff-je csaknem azonos a The Rolling Stones együttes Sympathy for the Devil című számával, a különbség a tempójában van. A dal Williams koncert-nyitó száma lett, legtöbb showját ezzel a számmal kezdi az énekes.
A dal nagy siker lett az Egyesült Királyságban, egy hónapig maradt bent a Top 10-ben, ezüstlemez minősítést kapott, több, mint 200 000 darabot adtak el belőle.
Talán szándékosan, a dal szövegében az énekes a rajongókat 'mon cher'-nek szólítja, ami a francia nyelvben a 'kedvesem' megfelelője, amikor egy férfihez beszélünk. A dal az Actua Soccer 3 számítógépes játék zenéje lett. A szám szerepel a Mean Machine filmben is.
1999-ben az énekes a BRIT Awards nyitó estjén adta elő a dalt.

## Videóklip
A dal videóklipjét Vaughan Arnell rendezte, a klip 1998 márciusában jelent meg. A videóban Williams úgy van öltözve, mintha a KISS egyik tagja lenne, valamint a színpadon hülyéskedik nagyon szoros fellépő ruhában, ami az énekes egyik jellegzetességévé vált. A videóban színpadon kívüli privát jelenetek is vannak, amikben az énekes grupikkal van körülvéve.

## Különböző kiadások és számlista
UK CD1

(Megjelent: 1998. március 16.)
1. "Let Me Entertain You" - 4:22
2. "The Full Monty Medley" közreműködik: Tom Jones - 5:28
3. "I Wouldn't Normally Do This Kind Of Thing" - 5:07
4. "I Am The Res-Erection" - 3:48

UK CD2

(Megjelent: 1998. március 16.)
1. "Let Me Entertain You" - 4:22
2. "Let Me Entertain You" [Robbie Loves His Mother Mix] - 7:48
3. "Let Me Entertain You" [The Bizzarro Mix] - 5:50
4. "Let Me Entertain You" [Stretch 'N' Vern's Rock 'N' Roll Mix] - 11:10
5. "Let Me Entertain You" [Amethyst's Dub] - 6:40

## Helyezések
| Slágerlista (1998)                  | Csúcs pozíció |
| ----------------------------------- | ------------- |
| Egyesült Királyság kislemez listája | 3             |
| Hollandia kislemez listája          | 42            |
| Ausztrália kislemez listája         | 46            |

## Minősítés és eladási statisztika
| Ország             | Minősítés | Eladás   |
| ------------------ | --------- | -------- |
| Egyesült Királyság | ezüst     | 200,000+ |

## Külső hivatkozások
- A Let Me Entertain You-t énekli Williams a leedsi koncerten 2006-ban
- Knebworth